# Ghiacciaio Ruecroft
Il ghiacciaio Ruecroft è un ghiacciaio lungo circa 18 km situato nella regione centro-occidentale della Dipendenza di Ross, nell'Antartide orientale. Il ghiacciaio, il cui punto più alto si trova a circa 1900 m s.l.m., si trova nell'entroterra della costa di Scott, sul lato occidentale della dorsale Royal Society, dove fluisce verso sud partendo dal versante meridionale della cresta Rampart e scorrendo lungo il versante orientale del colle Crary fino a unire il proprio flusso a quello del ghiacciaio Skelton, poco a est del ghiacciaio Schutt.

## Storia
Il ghiacciaio Ruecroft è stato mappato da membri dello United States Geological Survey (USGS) grazie a fotografie aeree scattate dalla marina militare statunitense nel periodo 1960-64, e così battezzato dal Comitato consultivo dei nomi antartici in onore di George Ruecroft, un cartografo che lavorato  per l'USGS dal 1960 al 1984, specialista nella realizzazione di mappa antartiche.